# Calle de Mira el Río

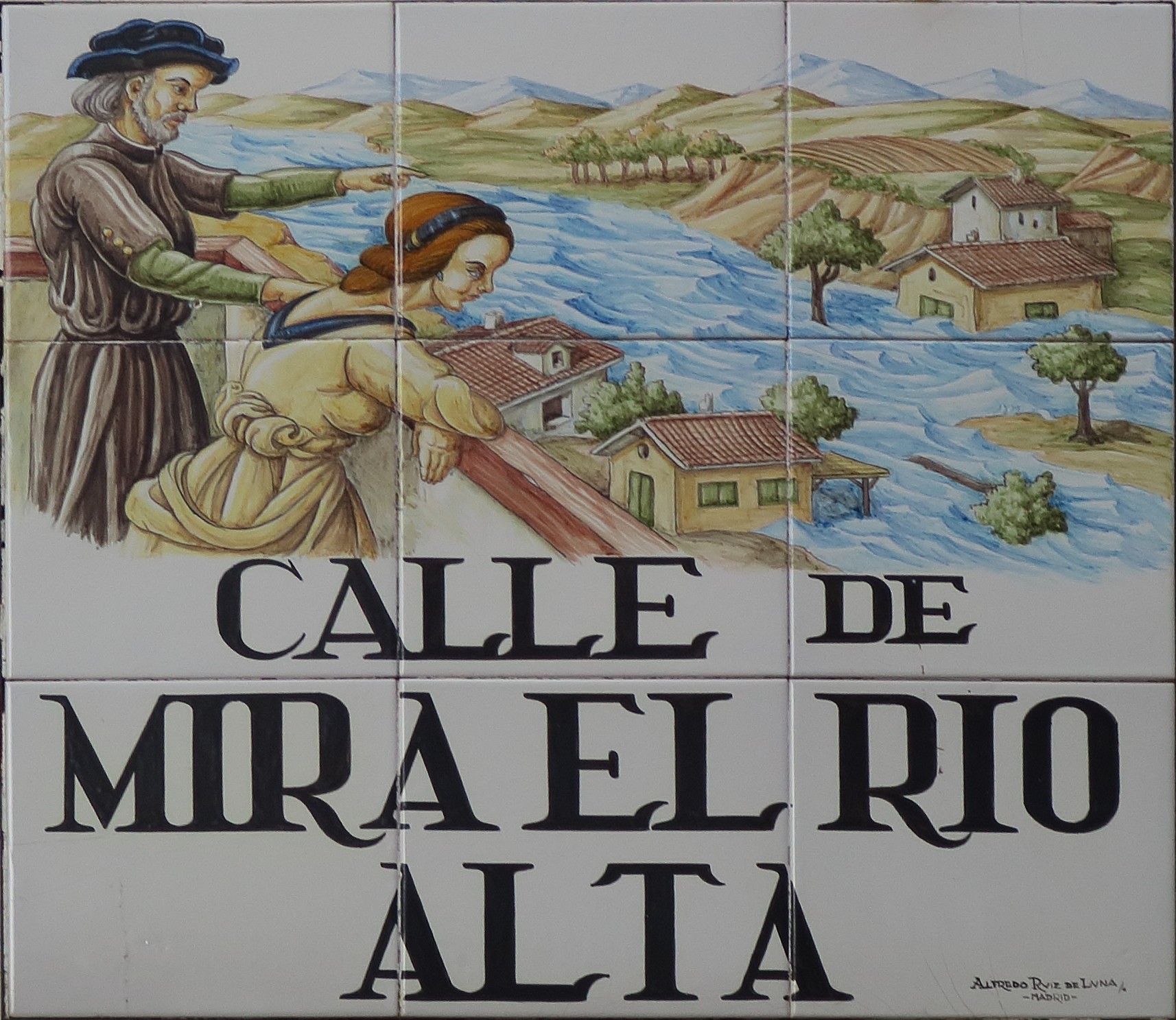
Calle de Mira el río alta, placa cerámica de la calle, obra de Alfredo Ruiz de Luna

La calle de Mira el Río, en realidad dos vías perpendiculares, Mira el Río Alta y Mira el Río Baja, están localizadas en el Madrid de los Austrias en el distrito Centro de la capital española. La Alta corre desde la calle Carlos Arniches hasta el inicio de la Arganzuela, por debajo de La Fuentecilla de la calle de Toledo. Y Mira el Río Baja sale de la Alta bajando hasta la castiza plaza del Campillo del Mundo Nuevo, en la Ronda de Toledo. Quedan dentro del radio de actividad del Rastro de Madrid, con viejas almonedas y tiendas de anticuarios.

## Historia
La leyenda sitúa el origen del nombre de estas dos calles hermanas en la crecida que trajo el río Manzanares a raíz de las lluvias torrenciales y constantes que cayeron desde el 29 de octubre de 1439 hasta el 20 de enero de 1440. Los vecinos de Madrid, asomados al Peñón que coronaba esta parte de los extramuros de la ciudad medieval, gritaban "¡Mira el río, mira el río!" Aunque es más probable que la denominación les viniera de su situación "mirando hacia el río", cuando se urbanizaron esos parajes. Lo cierto es que ya antes de que Mira el Río Baja existiera como tal, se la llamaba la calle de las Pulgas; del mismo modo que a la Alta se la conoció durante un tiempo como calle de Juan García Pasarón, por referencia al sacristán de la parroquia de San Justo, Juan García Pastor, que fundó en esta calle una escuela a la que bautizó con su propio nombre. En el plano de Espinosa de 1769, aparece como Pasarón —quizá por error gráfico. Hilario Peñasco y Carlos Cambronero a pesar de sus diligentes investigaciones nada aportan sobre la variación en el apellido del sacristán, pero sí especularon con la posibilidad de que el nombre de la calle fuese fruto de algún corrimiento de tierras producido por las lluvias torrenciales que, al desplazar el referido Peñón, dejó a la vista una panorámica del río Manzanares (hubo una "calle del Peñón" en el espacio que luego se rebautizó calle de Carlos Arniches).

## Madrid galdosiano

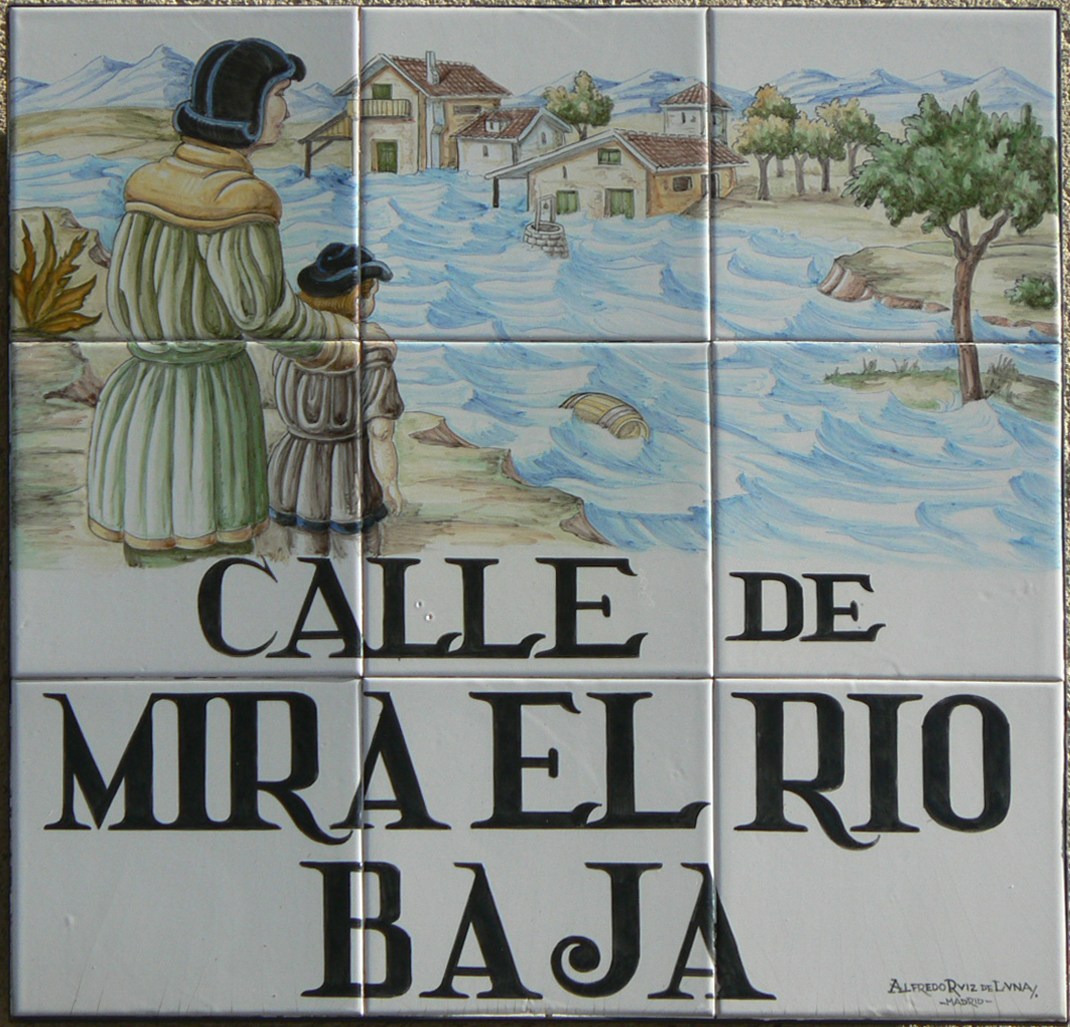
Calle de Mira el Río Baja (Madrid), en el callejero artístico de Madrid.

Ambas calles le dieron juego a Benito Pérez Galdós para situar acciones y personajes de sus novelas madrileñas. Uno de los pasajes que describen Mira el Río Baja puede leerse en el primer libro de Fortunata y Jacinta:

"Echose mi hombre a la calle, y tiró por la de Mira el Río baja, cuya cuesta es tan empinada que se necesita hacer algo de volatines para no ir rodando de cabeza por aquellos pedernales. Ido la bajó, casi como la bajan los chiquillos, de un aliento, y una vez en la explanada que llaman el Mundo Nuevo, su espíritu se espació, como pájaro lanzado a los aires. (...) Por eso el campo del Mundo Nuevo, que es el sitio más desamparado y más feo del globo terráqueo, le pareció una bonita plaza. Salió a la Ronda y echó miradas de artista a una parte y otra. Allí la puerta de Toledo ¡qué soberbia arquitectura! A la otra parte la fábrica del gas... ¡oh prodigios de la industria!... Luego el cielo espléndido y aquellos lejos de Carabanchel, perdiéndose en la inmensidad, con remedos y aun con murmullos de Océano... ¡sublimidades de la Naturaleza!..."
Benito Pérez Galdós: Fortunata y Jacinta (libro I, primera parte, cap. IX.4 )